# Ofer Cassif
Ofer Cassif (em hebraico:  עֹופֶר כַּסִיף , nascido em 25 de dezembro de 1964) é um cientista político, professor universitário e liderança política israelense de esquerda filiado ao partido Hadash que é parlamentar por esse partido no Knesset desde abril de 2019.

## Biografia
Ofer Cassif nasceu em 25 de dezembro de 1964 na cidade de Rishon LeZion em uma família judia. Ele frequentou seus estudos iniciais na Escola Primária Shalmon e no Ginásio Reali, onde ele teve em seu círculo de amizades Nitzan Horowitz, que se tornaria o futuro líder do partido Meretz.
Crescendo em em seio familiar de apoiadores do partido Mapai, Cassif se juntar à juventude desse grupo político os 16 anos de idade. Ele prestou serviço militar nas Forças de Defesa de Israel, tendo atuado no programa Nahal e na brigada de pára-quedistas Nahal.

## Carreira acadêmica
Após concluir o serviço militar em 1987, Cassif ingressou na graduação em filosofia na Universidade Hebraica de Jerusalém, onde iniciou a carreira política no movimento estudantil como activista anti-guerra e assessor parlamentar.
Graduado em filosofia pela referida universidade, ele veio a obter um doutorado em filosofia política pela London School of Economics (Inglaterra) ao defender a tese chamada "Sobre nacionalismo e democracia: um exame marxista", tendo prosseguido com suas pesquisas de pós-doutoramento na Universidade de Columbia (EUA).
Desde 2019, Cassif vem dando palestras sobre ciência política na Universidade de Tel Aviv e na Faculdade Acadêmica Sapir.

## Carreira política
Cassif começou a atuar na esfera política influenciado pelas perspectivas socialistas de orientação marxista, ao trabalhar como assessor parlamentar de Meir Vilner, representante do Hadash no Knesset.
Assim, durante as eleições para o Knesset de abril de 2019, ele ficou em quinto lugar na lista conjunta Hadash-Ta'al e acabou ingressando no parlamento israelense para preencher a reserva de vagas destinadas à população judaica após a aposentadoria de Dov Khenin.
Cassif entrou em definitivo no Knesset quando a aliança conquistou seis cadeiras e acabou sendo reeleito subsequentemente nas eleições ocorridas em setembro de 2019, de 2020 e de 2021.
Em abril de 2021, Cassif foi agredido por agentes da polícia num protesto contra os despejos e os colonatos israelitas em Sheikh Jarrah, Jerusalém Oriental, violência policial filmada o que gerou um debate na opinião pública israelense. Por causa deste acontecimento, diversos políticos opositores se posicionaram, como o líder do partido Ta'al, Ahmad Tibi, e o legislador de direita do Likud, Gideon Sa'ar, que descreveram o ataque como "um golpe assassino ao parlamento e à imunidade parlamentar". Cassif foi investigado por agredir primeiro o policial.
Em 7 de janeiro de 2024, Cassif anunciou a sua intenção de se juntar à África do Sul como amicus curiae nos processos judiciais movidos pelo estado sul-africano contra Israel instaurados com fundamento na Convenção do Genocídio de 1951. Cassif afirmou:

My constitutional duty is to Israeli society and all of its residents, not to a government whose members and its coalition are calling for ethnic cleansing and even actual genocide. They are the ones who hurt the country and the people, they are the ones who led South Africa to turn to The Hague, not me and my friends.
Em resposta a estes comentários, 85 membros do parlamento israelita (de 120) assinaram uma petição para expulsar Cassif do Knesset, acusando-o de traição . A medida foi votada em 19 de fevereiro de 2024, com Cassif evitando por pouco a expulsão.

## Opiniões políticas
Em uma entrevista dada ao Haaretz em fevereiro de 2019, Cassif proclamou-se "um anti-sionista explícito". Nessa entrevista, Cassif disse: "Oponho-me à ideologia e prática do sionismo... é uma ideologia e prática racista que defende a supremacia judaica ."
Em março de 2019, ele foi proibido pelo Comitê Eleitoral Central de Israel de disputar as primeiras eleições previstas para o mês seguinte por causa de declarações em que ele teria chamado a ministra de extrema-direita Ayelet Shaked de "escória neonazista ". Esta decisão do órgão eleitoral israelense acabou sendo posteriormente anulada pela Suprema Corte de Israel.